# Egon Kuhn

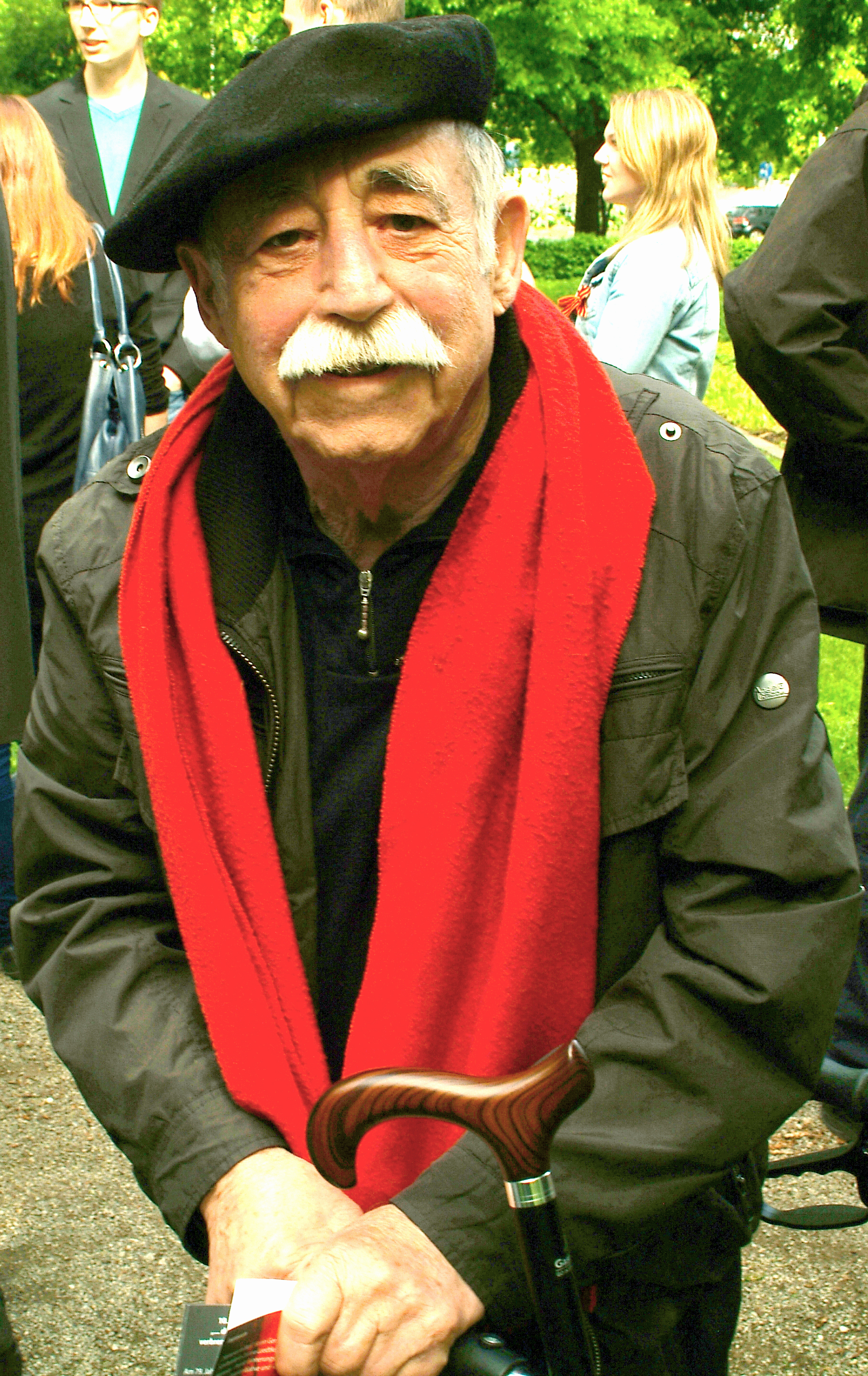
Egon Kuhn auf dem Ehrenfriedhof am Maschsee-Nordufer;
2012 bei der Übergabe des Gedenkbuches Ehrenfriedhof Maschsee

Egon Kuhn (* 20. Januar 1927 in Osnabrück; † 23. Januar 2019 in Hannover) war ein deutscher Kommunalpolitiker, Sozialdemokrat und Gewerkschafter. Als sogenannter „Lindener Butjer“ organisierte er bundesweit beachtete Geschichts- und Kulturprojekte.

## Leben
Egon Kuhn besuchte die Martin-Luther-Schule, später die Stüveschule in Osnabrück und schloss sich noch vor dem Schulabschluss zunächst dem Deutschen Jungvolk und später der Gefolgschaft 1/78 der Marine-HJ an. Er begann im Jahr 1942 eine Ausbildung als Technischer Zeichner und besuchte parallel die Reichssportschule 1 „Gorch Fock“ in Prieros bei Königs Wusterhausen, wo er die Seesportprüfungen A, B und C (letztere auf dem Segelschulschiff „Horst Wessel“ in Stralsund) mit Erfolg absolvierte. Der seemännischen Prüfung unterzog er sich auf der Hochseeyacht „Jutta“. Zum 20. April 1944 trat er der NSDAP bei (Mitgliedsnummer 9.867.291). Anfang 1944 zum Ersatzdienst der Marine-HJ einberufen erfolgte im Oktober 1944 die Einberufung zur 24. Schiffs-Stamm-Abteilung der Kriegsmarine nach Kiel. Nach der Infanterieausbildung in Kopenhagen wurde er der 5. SS-Freiwilligen-Panzer-Division „Wiking“ im ungarischen Veszprém zugeteilt, nahm an deren Kampfhandlungen teil und geriet im Mai 1945 im oberösterreichischen Windischgarsten in amerikanische Kriegsgefangenschaft. Er wurde in Grafenwöhr in der Oberpfalz interniert und im September 1945 aus der Gefangenschaft entlassen.
Nach Kriegsende konnte Kuhn die Ausbildung zum Technischen Zeichner fortsetzen und 1947 abschließen. Er war vorübergehend Landeskanzler der Landesmark Niedersachsen der Pfadfinder und als Technischer Zeichner bei der Osnabrücker Landesbahn tätig. Kuhn schloss sich der Deutschen Jungenschaft dj.1.11 und der FDJ an, organisierte sich in der ÖTV und wurde im Osnabrücker Stadtjugendring und der Gewerkschaftsjugend aktiv. Kuhn wurde vorübergehend Mitglied des Betriebsrates der Stadtwerke Osnabrück und trat 1958 der SPD bei. 1959 wurde Kuhn Leiter des Förderschulinternates der Arbeiterwohlfahrt in Osnabrück. 1963 wechselte er als Leiter in ein Lehrlingsinternat der Oberpostdirektion Bremen in Oldenburg, wurde Ortsjugendausschussvorsitzender der Deutschen Postgewerkschaft und zum Kreisjugendausschussvorsitzenden des DGB, Kreis Oldenburg, gewählt.
Egon Kuhn übernahm im März 1965 die Leitung des Freizeitheims Linden, das er 27 Jahre führte. Zudem gründete er das Stadtteilarchiv sowie die Geschichtswerkstatt Linden.
Im Jahr 1970 war das Netzwerk um Kuhn innerparteilich beteiligt, den VAW-Betriebsrat Bruno Orzykowski als Landtagskandidaten des Wahlkreises 6, Linden-Limmer, gegen den amtierenden Innenminister Richard Lehners durchzusetzen, im Jahr 1971 den erst 28-jährigen Abteilungsdirektor bei der Sparkasse Hannover, Herbert Schmalstieg, als Kandidat für die Wahl zum Oberbürgermeister gegen IG Chemie-Sekretär Otto Barehe und IG-Metall-Sekretär Albert Kallweit.
Bei der Gründung des SPD-Ortsvereins Linden-Limmer am 16. April 1973 wurde Kuhn zum Ersten Vorsitzenden gewählt; ein Amt, das er eineinhalb Jahre später am 16. Dezember 1974 an seinen Nachfolger Werner Strohmeier übergab.
In den Jahren von 1957 bis 1989 wurde Kuhn sowohl in Westdeutschland als auch bei seinen zahlreichen Delegationsreisen in die DDR vom Ministerium für Staatssicherheit observiert und als „Agenturischer Mitarbeiter“ (AM) „Egon“ geführt, ab 1982 war er Zielperson im Rahmen einer „Operativen Personenkontrolle“ (OPK) mit der Bezeichnung „Demokrat“, bei der er als Agent des westdeutschen Verfassungsschutzes enttarnt werden sollte, was allerdings misslang.
Im Frühjahr 1995 gründete Kuhn gemeinsam mit anderen Gewerkschaftern die Senioren-Akademie Otto Brenner Hannover e.V., die spätere Otto-Brenner-Akademie, eine gewerkschaftlich geprägte, selbstorganisierte und generationsübergreifende Bildungseinrichtung, die er selbst bis zwei Jahre vor seinem 90. Geburtstag leitete.
Die Egon Kuhn Geschichtswerkstatt im Freizeitheim Linden e.V. (Amtsgericht 30175 Hannover, Vereinsregister-Nummer VerR 203440) widmet sich der Fortsetzung Kuhns zeitgeschichtlicher Aktivitäten.

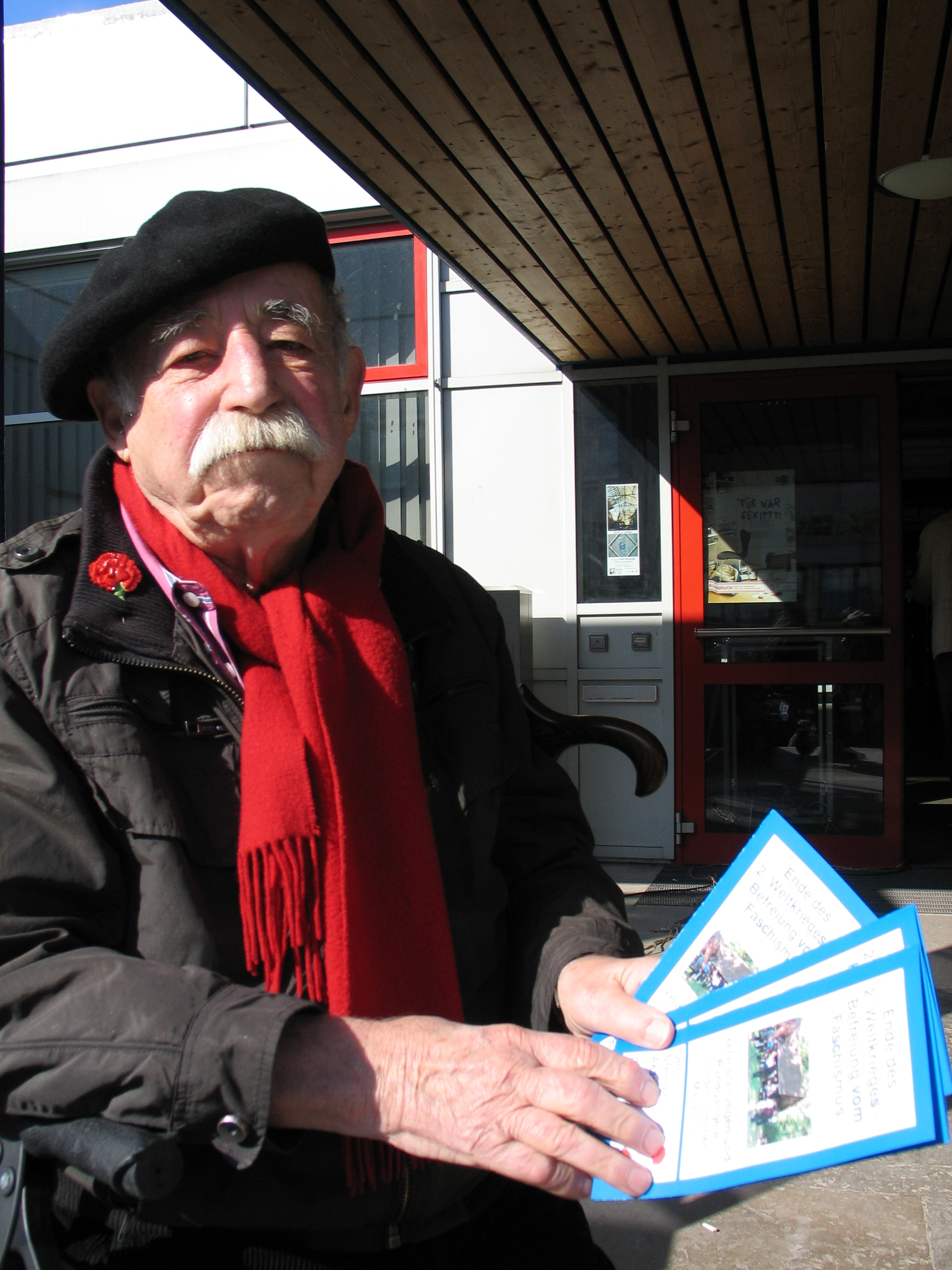
Kuhn am 1. Mai 2013 vor der letzten vom Freizeitheim Linden zum Klagesmarkt organisierten 1.-Mai-Demonstration

Mit Egon Kuhn eng verbunden war Gerd Meyer, der das Bürgerhaus in Vegesack leitete.

## Ehrungen
- Ehrenmitgliedschaften:
  - Bürgerverein Schinkel von 1912 e.V., Osnabrück[5]
  - Arbeitsgemeinschaft Lindener Vereine[5]
  - Griechische Gemeinde e.V.[5]
  - Rammbaff-Theater[5]
  - Teutonia-Chor Linden e.V.[5]
- Goldenes Lindenblatt[5]
- Goldene Nadel der Interessengemeinschaft Lindener Schützen e.V.[5]
- Hans-Böckler-Medaille[5]
- Auszeichnung 50-jährige Mitgliedschaft in der Gewerkschaft Ver.di[5]
- Auszeichnung 50-jährige Mitgliedschaft in der SPD[5]
- Verleihung des Verdienstordens der Bundesrepublik Deutschland[5]
- Nachdem Egon Kuhn den Niedersächsischen Verdienstorden am Bande erhalten hatte,[1]
- wurde er im Januar 2007 in Anwesenheit von rund 400 Gästen im Freizeitheim Linden mit Ulrike Enders Skulptur Lindener Butjer ausgezeichnet.[1]